# Mallory Franklin
Mallory Franklin   (Windsor, Anglaterra, 19 de juny de 1994) és una piragüista anglesa que competeix en les diferents modalitats d'eslàlom (C-1, K-1 i KX-1). Ha participat en 1 Olimpíada, guanyant la medalla de plata als Jocs Olímpics de Tòquio 2020, en la modalitat de canoa. A més ha guanyat 8 medalles (2 d'or) en els Campionats del Món i 10 medalles (2 d'or) en els Campionats d'Europa.

## Trajectòria professional
| Jocs Olímpics      | Jocs Olímpics     | Jocs Olímpics | Jocs Olímpics |
| Any                | Seu               | Posició       | Categoria     |
| ------------------ | ----------------- | ------------- | ------------- |
| 2020               | Tòquio            | 2             | C-1 Eslàlom   |
| Campionat del Món  |                   |               |               |
| 2010               | Ljubljana         | 7a posició    | C-1 Eslàlom   |
| 2011               | Bratislava        | 9a posició    | C-1 Eslàlom   |
| 2013               | Praga             | 2             | C-1 Eslàlom   |
| 2014               | Maryland          | 2             | C-1 Eslàlom   |
| 2014               | Maryland          | 31a posició   | K-1 Eslàlom   |
| 2015               | Londres           | 7a posició    | C-1 Eslàlom   |
| 2017               | Pau               | 1             | C-1 Eslàlom   |
| 2017               | Pau               | 20a posició   | K-1 Eslàlom   |
| 2018               | Rio de Janeiro    | 2             | C-1 Eslàlom   |
| 2018               | Rio de Janeiro    | 2             | K-1 Eslàlom   |
| 2019               | La Seu d'Urgell   | 11a posició   | C-1 Eslàlom   |
| 2019               | La Seu d'Urgell   | 20a posició   | K-1 Eslàlom   |
| 2021               | Bratislava        | 2             | C-1 Eslàlom   |
| 2021               | Bratislava        | 12a posició   | K-1 Eslàlom   |
| 2021               | Bratislava        | 9a posició    | KX-1 Eslàlom  |
| 2022               | Augsburg          | 3             | C-1 Eslàlom   |
| 2022               | Augsburg          | 26a posició   | K-1 Eslàlom   |
| 2023               | Londres           | 8a posició    | K-1 Eslàlom   |
| 2023               | Londres           | 1             | C-1 Eslàlom   |
| 2023               | Londres           | 25a posició   | KX-1 Eslàlom  |
| Campionat d'Europa |                   |               |               |
| 2010               | Bratislava        | 6a posició    | C-1 Eslàlom   |
| 2011               | La Seu d'Urgell   | 9a posició    | C-1 Eslàlom   |
| 2012               | Augsburg          | 2             | C-1 Eslàlom   |
| 2014               | Viena             | 14a posició   | C-1 Eslàlom   |
| 2015               | Markkleeberg      | 2             | C-1 Eslàlom   |
| 2016               | Liptovski Mikulas | 3             | C-1 Eslàlom   |
| 2017               | Ljubljana         | 19a posició   | C-1 Eslàlom   |
| 2017               | Ljubljana         | 4a posició    | K-1 Eslàlom   |
| 2018               | Praga             | 2             | C-1 Eslàlom   |
| 2018               | Praga             | 15a posició   | K-1 Eslàlom   |
| 2019               | Pau               | 1             | C-1 Eslàlom   |
| 2019               | Pau               | 2             | K-1 Eslàlom   |
| 2021               | Ivrea             | 6a posició    | C-1 Eslàlom   |
| 2022               | Liptovski Mikulas | 1             | C-1 Eslàlom   |
| 2022               | Liptovski Mikulas | 3             | K-1 Eslàlom   |
| 2022               | Liptovski Mikulas | 2             | KX-1 Eslàlom  |
| 2023               | Cracòvia          | 3             | C-1 Eslàlom   |
| 2023               | Cracòvia          | 8a posició    | K-1 Eslàlom   |
| 2023               | Cracòvia          | 11a posició   | KX-1 Eslàlom  |